# أديل شوبنهاور
لويز أديلايد لافينيا شوبنهاور، المعروفة باسم أديل شوبنهاور (12 يوليو 1797 - 25 أغسطس 1849)، كانت كاتبة ألمانية. وهي شقيقة الفيلسوف أرتور شوبنهاور وابنة الكاتبة يوهانا شوبنهاور. استخدمت هنرييت سومر وأدريان فان دير فين كاسمين مستعارين.